# 마차부자리 AE
마차부자리 AE(AE Aurigae)는 마차부자리에 있는 항성이다.
AE는 분광형 O의 주계열성으로 겉보기 등급은 +5.99이다. 이 별은 오리온형 변광성으로 밝기가 +5.78에서 +6.08까지 변한다. 이 별은 지구에서 약 1460광년 떨어진 곳에 있으며, 불꽃별 성운을 밝히고 있다.
이 별은 도주성으로, 약 2백만 년 전 쌍성계끼리 충돌하여 그 여파로 튕겨져 나온 것으로 보인다. 이 충돌 사건으로 비둘기자리 뮤와 양자리 53도 함께 튕겨 나온 것으로 보이며, 충돌이 일어났던 장소는 오리온 성운 내 사다리꼴 성단으로 보인다.

## 참고 문헌
1. 1 2  Darling, David. “Flaming Star Nebula (IC 405)”. The Internet Encyclopedia of Science.

## 같이 보기
- 《STARS》AE Aurigae
- 《CDS》V* VizieR Detailed Page: AE Aur
- 《CDS》HR 1712
- 《CDS》Aladin previewer
- 《CDS》CCDM J05163+3419